# Tagged
Tagged is een sociaalnetwerksite. Het werd opgericht in 2004 en heeft zijn hoofdvestiging in de Amerikaanse staat Californië in San Francisco. De website heeft 100 miljoen leden. Op 28 september 2011 had Tagged volgens Quantcast maandelijks 5,9 miljoen unieke bezoekers uit de Verenigde Staten en 18,6 miljoen unieke bezoekers wereldwijd. Tagged heeft Digsby (chatprogramma), WeGame en in 2011 ook Hi5.com (sociaalnetwerksite) overgenomen. Tagged groeit nog steeds ondanks het grote marktaandeel van Facebook. De website wordt gesponsord door reclame.
Een bijzonder onderdeel van Tagged is het 'meet me'-spel waarbij er door twee personen los van elkaar op 'ja' geklikt moet worden (als antwoord op de vraag of hij/zij deze persoon wil ontmoeten), als teken van interesse, om een match van profielen te krijgen.

## Functies
- Games spelen
- Profielen aanmaken
- Virtuele geschenken